# Saint-Joachim (Loire-Atlantique)
Saint-Joachim ist eine französische Gemeinde mit 4125 Einwohnern (Stand: 1. Januar 2022) im Département Loire-Atlantique in der Region Pays de la Loire; sie gehört zum Arrondissement Saint-Nazaire und zum Kanton Guérande (bis 2015: Kanton Pontchâteau).

## Geographie
Saint-Joachim liegt im Regionalen Naturpark Brière nördlich der Loire und etwa 10 Kilometer nördlich von Saint-Nazaire. Umgeben wird Saint-Joachim von den Nachbargemeinden La Chapelle-des-Marais im Norden, Sainte-Reine-de-Bretagne im Nordosten, Crossac im Osten, Saint-Malo-de-Guersac im Südosten, Trignac und Saint-Nazaire im Süden, Saint-André-des-Eaux und Guerande im Südwesten, Saint-Lyphard im Westen sowie Herbignac im Nordwesten.
Auf Grund des sumpfigen Gebiets bilden die einzelnen Ortschaften der Gemeinde in der Moorlandschaft Inseln (z. B. Île de Fèdrun usw.).

## Bevölkerungsentwicklung
| Jahr                       | 1962 | 1968 | 1975 | 1982 | 1990 | 1999 | 2006 | 2017 |
| Einwohner                  | 4078 | 4152 | 4161 | 4253 | 3994 | 3773 | 3915 | 4033 |
| Quellen: Cassini und INSEE |      |      |      |      |      |      |      |      |

## Sehenswürdigkeiten
- Kirche Saint-Joachim aus dem Jahre 1895, Rekonstruktion der 1858 zerstörten Kirche
- Kapelle Notre-Dame-de-Bon-Secours-et-Saint-François
- Maison de la Mariée
- die Butte aux Gorzeaux ist eine Gruppe von Megalithen auf der Butte aux Gorzeaux, westlich von Saint-Joachim.